# Senat (Pakistan)
Senat – izba wyższa bikameralnego parlamentu Pakistanu. Izbą niższą jest Zgromadzenie Narodowe. Senat liczy 96 senatorów, do 2021 liczył 104 senatorów. W 2018 parlament Pakistanu przyjął 25 poprawkę do konstytucji likwidującą obszary plemienne administrowane federalnie. W wyniku tej zmiany i przyłączenia ich do istniejącej prowincji regiony te utraciły swoją reprezentację, jednak wybrani wcześniej senatorowie zachowali swój urząd do końca swojej kadencji. 4 z nich zakończyło swoją kadencję 2021, a kolejna 4 w wyborach senackich w 2024 roku. 
Kadencja trwa 6 lat. Co trzy lata wymieniana jest połowa senatorów. Wybory mają charakter pośredni. Wyboru dokonuje kolegium elektorów składające się z członków zgromadzeń prowincji. Każda z 4 prowincji posiada 23 senatorów. 14 wybieranych jest z listy ogólnej, po 4 mandaty zarezerwowane są dla kobiet oraz technokratów (w tym ulemów, czyli strażników wiary i nauczycieli). 1 mandat przypada na reprezentanta mniejszości narodowej. Co 3 lata odnawiana jest połowa składu izby, czyli po 12 senatorów z 2 prowincji i 11 senatorów z 2 prowincji. Oprócz tego 4 senatorów posiada terytorium stołeczne Islamabadu.
Od 2015 roku przewodniczącym jest Mian Raza Rabbani.